# 공공조달역량개발원
공공조달역량개발원(公共調達力量開發院)은 대한민국 조달청의 소속기관이다. 2014년 4월 1일 조달교육원으로 발족하여, 2022년 12월 20일 공공조달역량개발원으로 명칭이 변경되었다. 경상북도 김천시 혁신로 316-20에 위치하고 있다. 원장은 서기관 또는 기술서기관으로 보한다.

## 직무
- 공공조달 역량개발을 위한 교육훈련계획의 수립 및 시행
- 소속 공무원에 대한 교육
- 조달 수요기관 및 민간업체의 조달 또는 납품업무 종사자에 대한 조달교육
- 조달청 계약관 및 원가분석관 자격에 관한 사항

## 연혁
- 2010년 3월 31일: 조달청 기획조정관실에 조달전문교육을 위해 조달교육담당관실을 설치하고, 조달인력개발센터를 개소.[3]
- 2013년 12월 23일: 대전광역시 유성구에서 경북혁신도시(경상북도 김천시)로 이전.[4]
- 2014년 4월 1일: 조달교육원으로 독립하여 개원.[5]
- 2022년 12월 20일: 공공조달역량개발원으로 명칭 변경.[6]

## 조직

### 원장
- 교육운영과[7]
- 교육기획팀

## 같이 보기
- 조달품질원